# Productus
Productus is een geslacht van uitgestorven brachiopoden, dat leefde tijdens het Vroeg-Carboon.

## Beschrijving
Deze 4,5 centimeter lange brachiopode kenmerkt zich door de bijna ronde, vlakke tot holle armklep. De dikke en zeer bolle steelklep met de korte slotrand steekt met de rand ver over de armklep heen. De oppervlaktestructuur is samengesteld uit vele costae en onregelmatige plooien. Op de armklep zitten doornachtige uitsteeksels verspreid, die zorgden voor de stabiliteit van de schelp en hem tegen wegzinken behoedden, maar meestal verbleven daarvan alleen nog de bases. De steelklep is vrij van stekels.

## Leefwijze
Dit geslacht bewoonde zachte modderbodems, alwaar het zich half ingroef met de dikke steelklep, die waarschijnlijk rechtop uit de bodem stak, zodat de brachiopode geen last had van het sediment bij het openen van de schelp.